# Phänomenal
Phänomenal ist ein Lied des deutschen Sängers Pietro Lombardi aus dem Jahr 2018. Es wurde von Philippe Heithier und Innocent Ray produziert. Lombardi schrieb bei dem Song mit.

## Hintergrund
Acht Monate nach seinem Nummer-eins-Hit Señorita zusammen mit Kay One veröffentlichte Lombardi mit Phänomenal einen weiteren Dancehall-Hit. Nachdem Lombardi ihn wochenlang angeteasert hatte, wurde er am 17. Mai 2018 zum Download bereitgestellt. Innerhalb von acht Stunden erreichte er Platz 1 der deutschen iTunes-Charts. Am Tag darauf wurde das Musikvideo veröffentlicht und erreichte innerhalb der ersten Woche über 4,3 Millionen Klicks.

## Video
Das Video wurde in einer am Meer gelegenen Hotelanlage gedreht. Beim Feiern fällt darin Lombardi die phänomenale Frau auf, die er im Text seines Liedes besingt.

## Kommerzieller Erfolg

### Chartplatzierungen
Der Song Phänomenal erreichte am 25. Mai 2018 Platz eins der deutschen Singlecharts. Für Lombardi ist es der dritte Nummer-eins-Hit seiner Karriere. Ein Jahr nach Veröffentlichung wurde das Lied in Deutschland mit Gold ausgezeichnet.

### Auszeichnungen für Musikverkäufe
| Land/Region        | Auszeichnungen für Musikverkäufe (Land/Region, Auszeichnung, Verkäufe) | Verkäufe |
| ------------------ | ---------------------------------------------------------------------- | -------- |
| Deutschland (BVMI) | Gold                                                                   | 200.000  |
| Insgesamt          | 1× Gold ·                                                              | 200.000  |

Hauptartikel: Pietro Lombardi (Sänger)/Diskografie#Auszeichnungen für Musikverkäufe